# Nino (Fußballspieler, 1997)
Marcilio Florencio Mota Filho bekannt als Nino (* 10. April 1997 in Recife) ist ein brasilianischer Fußballspieler. Von 2019 bis zu seinem Wechsel 2024 zu Zenit St. Petersburg spielte er für Fluminense aus Rio de Janeiro in der ersten brasilianischen Liga. 2023 gewann er mit dem Verein die Copa Libertadores. 2021 gewann er mit Brasilien Gold bei den Olympischen Spielen in Tokio.

## Karriere
Nino begann in der Jugend von Sport Recife mit dem Fußballspielen. Später wechselte er zum Criciúma EC, für den er bis 2019 aktiv war. 2019 wurde der Abwehrspieler an Fluminense Rio de Janeiro ausgeliehen und im Folgejahr verpflichtet.
2021 wurde er für die brasilianische Mannschaft bei den Olympischen Sommerspielen 2020 nominiert. Am Ende des Turniers konnte die Auswahl die Mannschaft Spaniens im Finale mit 2:1 besiegen und Nino die Goldmedaille feiern.
Am 18. August 2023 wurde Nino für Spiele zur WM-Qualifikation 2026 im Folgemonat gegen Bolivien und Peru berufen. Hier kam er aber zu keinen Einsätzen. Eine weitere Berufung erfolgte durch Fernando Diniz im November 2023. Im Spiel gegen Argentinien am 21. November wurde Nino nach der Halbzeitpause für Marquinhos eingewechselt.
Im Januar 2024 unterschrieb er beim russischen Erstligisten Zenit St. Petersburg einen Vertrag bis Ende Juni 2028.

## Erfolge
Nationalmannschaft
- Olympiasieger: 2021

Fluminense
- Taça Guanabara: 2022
- Staatsmeisterschaft von Rio de Janeiro: 2022, 2023
- Copa Libertadores: 2023